# Luciano Pistoi
Luciano Pistoi (Roma, 30 gennaio 1927 – Radda in Chianti, 19 febbraio 1995) è stato un critico d'arte, gallerista e editore italiano.

## Biografia
Luciano Pistoi nasce a Roma il 30 gennaio 1927 da famiglia di origini toscane. 

Si trasferisce con il padre Silvio, ferroviere, la madre Concetta ed i fratelli Ennio Pistoi e Mario a Torino in tempo per cominciare gli studi ginnasiali.

Frequenta lo studio del pittore Pippo Oriani, dove si appassiona al futurismo e comincia una breve carriera da pittore che termina alla fine degli anni quaranta.

Si iscrive al PCI clandestino. Nel 1944 viene arrestato a Porta Nuova insieme al fratello e rinchiuso nel carcere minorile Ferrante Aporti. Al compimento del diciottesimo anno d'età viene trasferito alle Nuove dove si trova come compagno di cella Mario Merz.

Alla fine della guerra prosegue l'attività pittorica frequentando lo studio di Mattia Moreni.

Nel 1947 sposa Mila Leva, sua compagna di scuola, da cui l'anno successivo ha un figlio, Pablo, che muore tragicamente in Inghilterra nel luglio del 1983 precipitando da una falesia nel corso di una passeggiata lungo la costa.

Lavora come correttore di bozze per il quotidiano l'Unità per cui negli anni '50 diventa critico d'arte ufficiale, collaborando regolarmente sotto la direzione di Luciano Barca e diviene poi responsabile della terza pagina, che cura fino al 1957.

Ha intanto cominciato a partecipare alle attività della Galleria Mastarone, dove nel 1956 ordina una mostra del pittore Fillia, protagonista del Secondo Futurismo torinese.

I suoi interessi e la sua vorace curiosità lo portano a guardare ovunque ed insieme ad Elio Benoldi e ad alcuni collezionisti torinesi tra cui Leopoldo Bertolé e Benedetto Delmastro, fonda l'Associazione Arti Figurative con lo scopo di promuovere il dibattito e l'informazione sulle nuove tendenze artistiche.

Fonda la rivista e le edizioni "Notizie".

Nel 1957 apre la Galleria Notizie con una mostra di tre giovani pittori: Mario Merz, Piero Ruggeri e Sergio Saroni che intitola "Tre nuovi pittori aformali".

Nel marzo dello stesso anno inaugura una mostra di sculture di Franco Garelli, nel cui studio in dicembre presenterà per la prima volta in Italia dipinti, tempere e incisioni dell'artista tedesco Wols (Alfred Otto Wolfgang Schulze).

Nel gennaio del 1958 Pistoi apre i battenti della Galleria Notizie in Via Carlo Alberto che traslocherà l'anno successivo in Piazza Cesare Augusto, poi nel 1968 in Via Assietta per trasferirsi infine in via Santa Maria fino alla partenza per Roma nel 1975.

La Galleria Notizie esporrá artisti come Jean Fautrier, Jackson Pollock, Alberto Burri, Lucio Fontana, Franz Kline, Francis Bacon, Mark Rothko, Adolph Gottlieb, Yves Tanguy, Fernand Léger, Christo, Max Ernst, Jean Dubuffet, Robert Rauschenberg, Victor Vasarely, Pietro Manzoni, Enrico Castellani, Getulio Alviani, George Mathieu, Norman Bluhm, Mark Tobey, Spazzapan, Imai, Antoni Tàpies, Carla Accardi, Pinot Gallizio, Cy Twombly, Asger Jorn, Shiraga, Francis Picabia, Jean Arp, Kurt Schwitters, Hans Hartung, Jean Paul Riopelle, Sam Francis, Vassily Kandinsky, Giacomo Balla, Pablo Picasso, Paul Klee, Josef Albers, Victor Brauner, Louise Nevelson, Wilfredo Lam, Henry Michaux, Salvatore Scarpitta, Fausto Melotti, Mario Merz, Luciano Fabro, Mario Nigro, Kenneth Noland, Frank Stella, Arman, Jesus Raphael Soto, Tano Festa, Giulio Paolini, Antonio Carena, Mario Schifano Michelangelo Pistoletto, coinvolgendo molti altri protagonisti del mondo dell'arte internazionale, come il gallerista americano Arne Glimcher, Michel Tapié, con cui organizza la prima mostra europea del gruppo giapponese Gutai, il critico francese Pierre Restany, Willem Sandler, Yvon Lambert e altri. 

Seguendo una sua precisa idea sul ruolo dell'Italia nel panorama dell'arte internazionale, Pistoi appoggia lo sviluppo di un dibattito tra critici italiani di varie generazioni, da Elio Benoldi ed Enrico Crispolti, con cui pubblica la rivista "Notizie" dal '57 al '60, a Carla Lonzi, Paolo Fossati, Maurizio Fagiolo, Tommaso Trini, Albino Galvano, Renzo Guasco, Giuseppe Marchiori, Cesare Vivaldi, Marisa Volpi, Gillo Dorfles, Nello Ponente, Giulio Carlo Argan, Germano Celant, Angelo Dragone, Pier Carlo Santini.

Nel 1967 l'unione con Eva Menzio, figlia del pittore Francesco Menzio che si separa dal critico Paolo Fossati e va a vivere con i figli Filippo e Caterina insieme a Pistoi.

Nel 1972 nasce il figlio Francesco.

Nel 1975 Pistoi insieme a Eva Menzio ed ai tre figli si trasferisce a Roma dove comincia un rapporto decennale di collaborazione con la Galleria dell'Oca di Luisa Laureati a cui collabora il marito storico dell'arte Giuliano Briganti.

## Roma e Toscana
L'attività del periodo romano di Pistoi è variegata a continua gli interessi che ne hanno formato gli umori ed il carattere torinese. Pistoi continua ad essere l'imprenditore d'arte impegnato in una riscoperta e rilettura di artisti della generazione precedente alla sua e nello stesso tempo è proiettato verso la generazione di artisti che sta cominciando a lavorare.

La prima mostra che ordina presso la Galleria dell'Oca insieme a Luisa Laureati è dedicata a Fausto Melotti, artista che aveva già contribuito a far conoscere con l'aiuto di Paolo Fossati a Torino.
A questa, seguono altre esposizioni che da una parte intendono recuperare personalità significative del panorama artistico internazionale tra le due guerre , come Filippo de Pisis, Francis Picabia, Roberto Matta, Giacomo Balla, Carlo Carrà, Giorgio Morandi, Federico Zandomeneghi, Alberto Savinio, Gino Severini, Ferruccio Ferrazzi, René Magritte, Antonio Donghi, Tullio Garbari, Felice Casorati, Ottone Rosai, Sanfilippo, Alberto Magnelli, solo per citarne alcune, e dall'altra sono volte alla scoperta e alla promozione di esponenti delle giovani tendenze artistiche italiane come Sandro Chia, Enzo Cucchi, Salvo, Luigi Ontani, Bruno Innocenti, Giuseppe Salvatori.

Nel 1982 Pistoi comincia una nuova impresa ed una nuova attività espositiva in Toscana, grazie ad una casa regalata alla famiglia dal padre di Eva Menzio presso Radda in Chianti.

Pistoi inventa una rassegna che durerà dieci anni e vedrà alternarsi un elenco impressionante di artisti, galleristi, architetti, attori internazionali e di diverse generazioni in una serie di eventi che avranno come palcoscenico il borgo medievale di Volpaia situato nelle colline del Chianti.

È la prima volta che in Italia viene organizzata una kermesse culturale di questo livello e con fondi privati, esempio che farà scuola negli anni a venire in Italia e non solo. 

La rassegna comincia con due anni dedicati alla riscoperta di cicli di lavori di due artisti, Ardengo Soffici e Alberto Magnelli.

Poi Pistoi invita di volta in volta i protagonisti della scena artistica internazionale: artisti, galleristi, critici e collezionisti.

L'elenco è nutrito e lungo e comprende, tra gli altri, artisti come Christo, Enrico Castellani, Richard Long, Gianni Piacentino, Maurizio Mochetti, Giulio Paolini, Carla Accardi, Mario Nigro, Giulio Turcato, Luciano Fabro, Salvatore Scarpitta, Combas, Mario Merz, Michelangelo Pistoletto, Emilio Vedova, Mimmo Paladino, Alberto Burri, Luigi Ontani, James Brown, Milan Kunc, Luigi Mainolfi, Vettor Pisani, Salvo, galleristi come Ernst Beyeler, Heinz Berggruen, Rudolph Zwirner, Eva Menzio, Cleto Polcina, Paolo Sprovieri, Piero Fedeli, Carlo Catelani, Ghiringhelli, Sperone, Michaud, Marconi, Giordano Raffaelli, Filippo Fossati, Marsilio Margiacchi, critici come Giuliano Briganti, Achille Bonito Oliva, Renato Barilli, Alessandra Borgogelli, Mauro Pratesi, Giacinto di Pietrantonio, Corrado Levi, Loredana Parmesani, Tommaso Trini, Angela Vettese, Laura Cherubini e servirà da piattaforma di lancio per una generazione di giovani artisti, tra cui Mario Airò, Francesco Arena, Stefano Arienti, Maurizio Benatello, Luigi Carboni, Antonio Catelani, Umberto Cavenago, Marco Colazzo, Daniela De Lorenzo, Mario Dellavedova, Federico Fusi, Carlo Guaita, Felice Levini, Giovanni Lillo, Andrea Massaioli, Davide Nido, Athos Ongaro, Alfredo Pirri, Nicola Ponzio, Pierluigi Pusole, Luisa Raffaelli, Giuseppe Salvatori, Andrea Santarlasci, Sergio Sarra, Luigi Stoisa, Bruno Zanichelli.
Nel 1985 Aldo Rossi costruisce un teatrino da camera nei vigneti e nella commenda di Sant'Eufrosino è visibile una mostra con opere di Lucio Fontana, Alberto Burri, Roberto Matta, Marc Chagall, Giorgio Morandi, Alberto Magnelli, Mario Sironi, Massimo Campigli, Renato Guttuso, Virgilio Guidi, Lorenzo Viani, Giulio Turcato, Giuseppe Capogrossi, Cy Twombly, Pompeo Borra, Afro Basaldella, Salvo, Antonio Donghi, etc.

Nel frattempo l'unione con Eva Menzio si è sciolta e Pistoi si lega ad Annie Ratti da cui avrà due figli: Viva e Sebastiano.
Nel 1988 a Firenze, con lo scopo "di promuovere e rilanciare il mercato d'arte di qualità in Italia“, Pistoi organizza, nella meravigliosa cornice della Fortezza da Basso, una Fiera d'Arte a inviti unica nel suo genere che titola "La più bella Galleria d'Italia". È in realtà una grande mostra che ospita una selezione delle gallerie più innovative del panorama artistico italiano che a loro volta presentano il meglio della ricerca di quegli anni. Malgrado l'enorme successo di pubblico e di critica, per via di continui attacchi da parte di anonimi colleghi fiorentini, la fiera chiude le porte dopo due anni di attività, prima di poter diventare una fiera internazionale.

Nel luglio del 1994, Pistoi insieme a Giuliano Briganti ed a Luisa Laureati organizza la mostra Affinità. Cinque artisti a San Gimignano chiedendo a Luciano Fabro, Jannis Kounellis, Eliseo Mattiacci, Nunzio e Giulio Paolini di intervenire non con una semplice opera site specific, ma con un lavoro che superi la concezione classica della scultura e dialoghi con l'ambiente naturale e urbano. Fabro e Nunzio scelgono per le loro opere dei luoghi intimi, quasi delle nicchie, mentre Paolini colloca una meridiana sulla parete esterna della chiesa di sant'Agostino, Mattiacci contrasta la verticalità strutturale di San Gimignano con un'installazione orizzontale, Kounellis realizza un campanile alternativo a quello esistente. Il progetto di Pistoi, Briganti e Laureati ha l'idea di diventare una proposta culturale che continui nel tempo e si allarghi ad altri centri, coinvolgendo artisti di fama internazionale in apparizioni personali nei paesi limitrofi. L'idea viene ripresa con possibile tempismo da alcuni assistenti, fondatori dell'Associazione Culturale Continua e tramestata nella manifestazione che proseguirà con successo e gran semina di fondi sotto il titolo di "Arte all'arte".

Luciano Pistoi muore nella sua casa di Santa Maria Novella a Radda in Chianti il 19 febbraio 1995.